# غاري ريدلي
غاري ريدلي (بالإنجليزية: Gary Ridley)‏ هو مهندس أمريكي، ولد في 1945 في شيكاغو في الولايات المتحدة.